# Navanagar

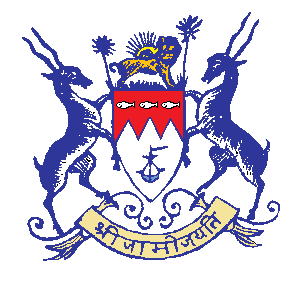
Escut de Navanagar

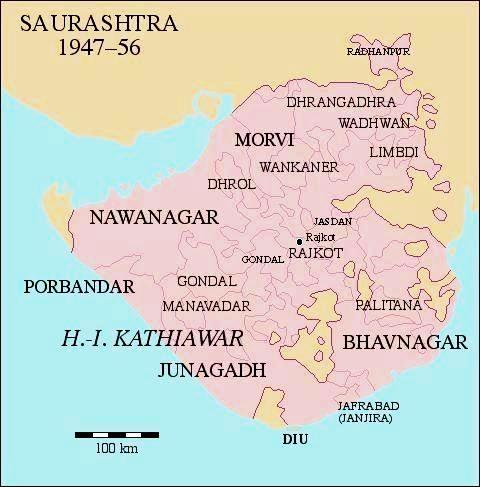
Navanagar a un mapa de la zona de Kathiawar

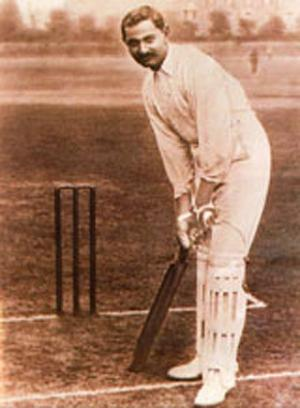
Ranjitsinhji, aclamat jugador de criquet i Maharaja de Nawanagar (1907 - 1933).

Navanagar o Nawanagar fou un estat tributari a la costa sud del golf de Cutch, amb una superfície de 9.819 km², limitat al nord pel golf esmentat i el Rann de Cutch, a l'est per Morvi, Rajkot, Dhrol i Gondal; al sud pel prant de Sorath del Kathiawar i a l'est perl Rann Okha i la mar d'Aràbia. En general era pla, però una part ocupada per les muntanyes Barda amb cim al Mont Venu (638 metres). Els rius principals eren el Bhadar, Vartu, Aji i Und. Els ports principals eren Jodiya Salaya i Navanagar o Bedi. La població era:
- 1872: 290.847
- 1881: 316.147
- 1891: 379.611
- 1901: 336.779 (baixada a causa de la fam de 1899-1900)
- 1931: 402.192

De la població de 1901, 263.000 eren hindús, 52.500 musulmans i 21.000 jains. Hi havia tres ciutats i 666 pobles. La capital era la ciutat i port de Navanagar avui anomenada Jamnagar que al final del segle XIX era municipalitat (l'única de l'estat)
Els sobirans portaven el títol de jam; eren rajputs jadeges per casta i de la mateixa família que el rao de Cutch. Els jadeges van entrar a Kathiawar des de Cutch i van desposseir a l'antiga família de Jethwas (segurament una branca de jats) establerta a Ghumli. L'exèrcit del jam era encara (1880) de 2.303 homes, però es va dissoldre al segle XX.

## Història
Segons la literatura Pauranik, Krishna va establir a la zona el regne de Dwarka, després de la seva emigració de Mathura. Els jams de Navanagar deien ser descendents dels yadaves; el seu fundador fou Jam Rawal que va arribar a la zona procedent de Cutch on el seu pare Jam Lakhaji governada a Terabanu. Al començament del segle XVI el seu pare es va destacar al setge de Pawagadh i Bahadur Shah Gujarati, i el sultà de Gujarat, li va cedir 12 pobles. Quan Jam Lakhaji anava a prendre possessió fou assassinat per dos cosins, Tamachi Deda i Hamirji Jadeja. Jam Rawal encara jove, va fugir i quan va ser més gran es va venjar matant a Hamirji Jadeja. Aquest tenia dos fills, Khengarji i Sahibji, que van fugir a Delhi i al cap d'uns mesos esperant audiència d'Humayun van aconseguir acompanyar a l'emperador a una cacera de lleons; els dos germans van tenir la sort de matar un lleó quan anava a atacar a l'emperador i aquest en agraïment els va donar un exèrcit per reconquerir el seu regne; quan Jam Rawal se'n va assabentar es va disposar a resistir, però en un somni la deessa Ashapura li va aconsellar marxar de Cutch cap a Kathiawar. Això ho va fer i acompanyat per soldats i mercaders es va dirigir al sud; va conquerir el regne de Tamachi Deda; el seu germà Hardolji, va conquerir Dhrol a Damal Chavada i va conservar la pargana i més tard quan va morir en combat, va passar a Jasoji, fill gran de Jam Rawal, fundador de la nissaga jadeja de Dhrol. Entre vers 1535 i 1537 Jam Rawal va envair Sorath i va conquerir les parganes de Jodiya, Amran i Khambhaliya. L'agost del 1540 Jam Rawal va fundar la ciutat de Navanagar (Ciutat Nova) que va establir com la seva capital, a la riba dels rius Rangmati i Nagmati; popularment coneguda com a Jamnagar (Ciutat dels Jams). Va continuar els seus èxits amb ajut dels seus germans Hardolji, Ravoji i Modji. També el principat de Rajkot va sorgir d'aquesta nissaga.
Del 1664 al 1673 l'estat va estar sota ocupació de l'Imperi Mogol. El 1807 el Jam es va sotmetre als britànics i es va comprometre a pagar tribut i a no atacar als seus veïns; els jadeges eren aleshores famosos per matar a les seves filles quan eren petites per evitar el seu manteniment i el cost de trobar marits; el 23 de febrer de 1812 es va signar un nou tractar on entre altres punts es prenien mesures per l'abolició d'aquesta costum bàrbara, i sota constant vigilància dels oficials britànics es va aconseguir extirpar al llarg del segle. El jam va rebre dret a salutació d'11 canonades, i un sanad que l'autoritzava a adoptar; la successió era per primogenitura. L'estat era considerat de primera classe dins els estats de l'agència de Kathiawar i tenia plenes atribucions judicials si bé el processament de ciutadans britànics requeria el permís de l'agent. Els ingressos s'estimaven en 25 lakhs i pagava (1900) un tribut de 120.093 rúpies conjuntament al govern britànic, al Gaikwar de Baroda i al nawab de Junagarh.
Nawanagar fou un dels primers estats a signar l'accessió a l'Índia formalitzada el 15 de febrer de 1947. L'estat va formar part de la Unió de Saurashtra (amb Navanagar, Dhrol, Dhrafa Thana i part de Jalia Dewani) i el maharaja Jam Shri Sir Digvijaysinhji fou el primer Rajpramukh i després va representar a l'Índia a les Nacions Unides. El territori fou constituït com a districte de Halar, i el 19 de juny de 1959 li fou afegit el territori d'Okhamandal, i el districte fou rebatejat Jamnagar. L'1 de maig de 1960 l'estat de Bombai es va partir i Jamnagar va quedar dins del Gujarat.

## Bandera
La bandera a terra era rectangular vermella amb dues franges blanques horitzontals (format cinc franges horitzontals, tres de vermelles i dues de blanques).
La bandera a la mar era el pavelló vermell britànic (1:2) amb l'escut de l'estat al centre del vol.

## Llista de jams (des de 1877 maharajà jam)
- Ravalji Lakhaji 1535-1562
- Vibhaji Ravalji 1562-1569 (fill)
- Sataji Vibhaji 1569-1608 (fill)
- Jasaji Sataji 1608-1624 (fill)
- Lakhaji I Ajoji 1624-1645 (nebot, fill de Kumar Ajoji Sataji, germà de Jasaji Sataji)
- Ranmalji Lakhaji 1645-1661 (fill)
- Raisinhji I Lakhaji 1661-1664 (germà)
- Imperi Mogol 1664-1673
- Tamachi Rainsinhji 1673-1690 (fill de Raisinhji I Lakhaji)
- Lakhaji II Tamachi 1690 - 1708 (fill)
- Raisinhji Lakhaji 1708 - 1718 (fill)
- Hardholji Lakhaji 1718-1727 (germà)
- Tamachi II Hardholji 1727 - 1743 (fill)
- Lakhaji III Tamachi 1743 - 1767 (fill) 
  - Meru Khawas, regent (primera vegada) 17?? - 1767
- Jasaji Lakhaji 1767 - 1814 (fill de Lakhaji III)
  - Meru Khawas, regent (segona vegada) 1767 - 1800
- Sataji Lakhaji 1814 - 1820 (germà de Jasaji Lakhaji)
- Ranmalji II Sataji 1820 - 1852 (fill adoptiu)
- Vibhoji II Ranmalji 1852 - 1895 (fill, títol de maharajà des d'1 de gener de 1877)
- Jashwantsinhji Vibhoji 1895 - 1906 (fill)
  - Regent 1895 - 1903
- Ranjitsinhji Vibhoji 1906 - 1933 (filla adoptiu, nascut com Kumar Shri Ranjitsinhji Jiwansinhji, fill del Maharajà Jiwansinhji Jalamsinhji de Sarodar)
- Digvijaysinhji Ranjitsinhji 1933 - 1947 (fill adoptiu, nascut com Kumar Shri Digvijaysinhji Juwansinhji, fill del Maharajà Shri Juwansinhji Jiwansinhji de Sarodar)